# Diocèse de Kamloops
Le diocèse de Kamloops est un diocèse latin de l'Église catholique situé dans la province ecclésiastique de Vancouver en Colombie-Britannique au Canada.

## Histoire
Le diocèse de Kamloops a été érigé le 22 décembre 1945.

## Ordinaires
- Edward Quentin Jennings (1946-1952)
- Michael Alphonsus Harrington (en) (1952-1973)
- Adam Exner (1974-1982)
- Lawrence Sabatini (en) (1982-1999)
- David Monroe (en) (2002-2016)
- Joseph Phuonh Nguyen (en) (depuis 2016)[2]